# 李勇哲
李勇哲（1928年3月24日—2010年4月26日），朝鮮政治家。朝鲜劳动党中央委员会委员。劳动党中央组织指导部第一副部长（负责军事业务）。 

## 簡介
上世纪80年代初被任命为朝鲜人民武装力量部作战局长，1994年担任党组织指导部第一副部长，负责军事业务。1996年12月当选中央军事委员会委员，2010年4月26日由于突发心脏病死亡。 